# Хлорозарин
Хлорозарин - это соединение, являющееся прекурсором, используемым на последнем этапе получения зарина.  Известен под систематическим названием O-изпропил метилфосфонохлорид и изопропила метилфосфонохлорид, он имеет молекулярную массу 156.54856 а.е.м. и молекулярную формулу C4H10ClO2P.

## Безопасность
Хлорозарин вызывает схожие с зарином эффекты, будучи поглощённым через кожу, но только менее тяжёлые. Но и как зарин, он чрезвычайно токсичен и даже малые его дозы могут быть летальны.
Конвенция о Запрещении Химического Оружия считает хлорозарин, как и другие подобные вещества, например, хлорозоман и O-Этил O-2-диизопропиламиноэтил метилфосфонит контролируемыми веществами и включила их в Список 1.